# Festival Asalto
El Festival Asalto es un evento anual de arte urbano que se celebra en Zaragoza desde el año 2005. Acoge obras de artistas de relevancia internacional como Boa Mistura o Tavar Zawacki.

## Parada Asalto

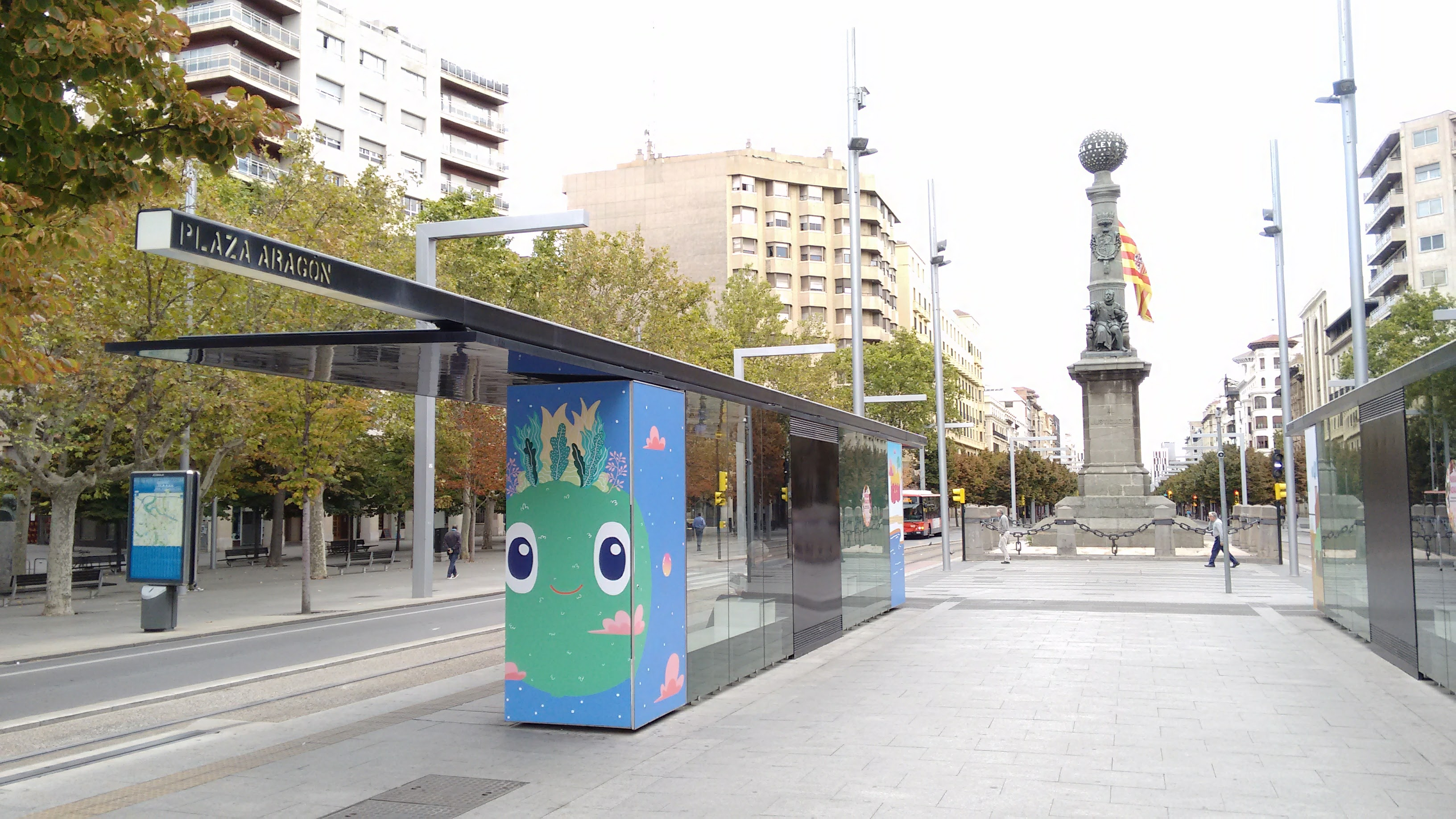
Parada Asalto en la Plaza de Aragón

Una de las intervenciones que se realizan, con carácter temporal, es Parada Asalto, en la que se pintan los costados de las paradas del Tranvía de Zaragoza.

## Galería
|                                            |
| Obra de Maiky Maik (Festival Asalto 2019). |

|                                                 |
| Mural de Dimitris Taxis (Festival Asalto 2019). |

|                                       |
| Obra de Spogo (Festival Asalto 2019). |

|                                               |
| Obra de Isabel Garmon (Festival Asalto 2019). |

|                                               |
| Obra de Isabel Garmon (Festival Asalto 2019). |

|                         |
| (Festival Asalto 2017). |

|                         |
| (Festival Asalto 2017). |

|                                    |
| Water-Life (Festival Asalto 2017). |

|                         |
| (Festival Asalto 2017). |

|                         |
| (Festival Asalto 2017). |

|                         |
| (Festival Asalto 2017). |

|                         |
| (Festival Asalto 2017). |